# Prisopus horstokkii
Prisopus horstokkii är en insektsart som först beskrevs av Haan 1842.  Prisopus horstokkii ingår i släktet Prisopus och familjen Prisopodidae. Inga underarter finns listade i Catalogue of Life.